# Russian Red
Russian Red, pseudonimo di Lourdes Hernández (Madrid, 20 novembre 1985), è una cantautrice spagnola.
È paragonata alla canadese Feist, in particolare per il fatto che canta e scrive in lingua inglese.

## Discografia

### Album in studio
- 2008 – I Love Your Glasses
- 2011 – Fuerteventura
- 2014 – Agent Cooper

### Singoli
- 2008 – They Don't Believe
- 2008 – Cigarettes
- 2008 – Perfect Time
- 2011 – I Hate You But I Love You
- 2011 – The Sun, The Trees
- 2012 – Everyday Everynight
- 2012 – My Love Is Gone
- 2014 – Casper
- 2014 – John Michael
- 2014 – Michael P